# Droga wojewódzka nr 279
Droga wojewódzka nr 279 (DW279) – droga wojewódzka w zachodniej części Polski w Lubuskiem przebiegająca przez Zieloną Górę (dzielnica Nowe Miasto) oraz powiat zielonogórski.
We wrześniu 2021 roku dokonano zmiany przebiegu trasy na terenie Zielonej Góry – arteria zamiast kończyć swój bieg na skrzyżowaniu ze starym śladem drogi krajowej nr 3 w Zawadzie łączy się z drogą wojewódzką nr 283 w rejonie Osiedla Kopernika. Pomimo wejścia w życie uchwał Sejmiku Województwa Lubuskiego wykaz dróg wojewódzkich opracowany przez Generalną Dyrekcję Dróg Krajowych i Autostrad za miejsce zakończenia nadal przyjmuje skrzyżowanie w Zawadzie. 

## Miejscowości leżące przy trasie DW279
- Wysokie
- Czerwieńsk
- Nietków
- Leśniów Wielki
- Drzonów
- Buchałów
- Świdnica
- Zielona Góra

## Historia numeracji i kategorii
Nieznana jest historia numeracji trasy przed 1986 rokiem – na ówcześnie wydawanych mapach i atlasach samochodowych droga była oznaczana jako lokalna („droga inna”); w niektórych wydaniach brakowało fragmentów przebiegu.
Aktualny numer wprowadzono 14 lutego 1986 r., na mocy uchwały Rady Ministrów z 2 grudnia 1985 r.
W latach 1985–1998 posiadała kategorię drogi krajowej. Od 1 stycznia 1999 r. jest drogą wojewódzką.

## Dopuszczalny nacisk na oś
Od 13 marca 2021 roku na drodze dozwolony jest ruch pojazdów o nacisku pojedynczej osi napędowej do 11,5 tony, z wyjątkiem miejsc oznaczonych znakiem zakazu B-19.

### Do 13 marca 2021 r.
We wcześniejszych latach na całej długości drogi największy dopuszczalny nacisk na pojedynczą oś wynosił 8 ton.